# Jordi Arcarons
Jordi Arcarons (Vic, 6 giugno 1962) è un pilota motociclistico spagnolo ritiratosi dall'attività agonistica, specializzato nei rally raid, cinque volte sul podio del Rally Dakar.

## Carriera
Pur essendo stato capace di vincere 27 prove speciali al Rally Dakar, secondo in assoluto tra i motociclisti dopo Stéphane Peterhansel (33 successi), non ha mai vinto la classifica generale della corsa africana.
Nel 2011, all'età di 48 anni, torna a gareggiare in moto alla Dakar col team ufficiale KTM, nel quale era stato manager dopo il ritiro, ad affiancare Marc Coma.
Suo fratello, Toni Arcarons, è stato anch'egli pilota motociclistico, ma di motocross.

## Palmarès

### Rally Dakar
| Anno | Moto   | Pos. |
| ---- | ------ | ---- |
| 1988 | Merlin | 31º  |
| 1990 | Cagiva | 7º   |
| 1991 | Cagiva | 5º   |
| 1992 | Cagiva | 3º   |
| 1993 | Yamaha | 3º   |
| 1994 | Cagiva | 2º   |
| 1995 | Cagiva | 2º   |
| 1996 | KTM    | 6º   |
| 1999 | KTM    | 4º   |
| 2000 | KTM    | Rit. |
| 2001 | KTM    | 2º   |
| 2002 | KTM    | 7º   |
| 2003 | KTM    | Rit. |
| 2011 | KTM    | 41º  |

### Altri risultati
1990
- al Rally dei Faraoni

1993
- al Rally dei Faraoni
- al Rally Atlas

1994
- al Rally Atlas